# Johnny Furphy
John William "Johnny" Furphy (Melbourne, Victoria, 7 de diciembre de 2004) es un baloncestista australiano que pertenece a la plantilla de los Indiana Pacers de la NBA. Con 2,06 metros de estatura, juega en la posición de escolta.

## Trayectoria deportiva

### Primeros años
Furphy nació y creció en Melbourne, Australia. Recibió una beca deportiva para la Maribyrnong Sports Academy, y completó sus estudios académicos en el Maribyrnong College, graduándose en 2022.
En 2021, con 16 años, jugó varios partidos en ligas semiprofesionales de su país, antes de trasladarse a Canberra, donde jugó con el BA Centre of Excellence de la NBL1, el segundo nivel del baloncesto australiano. En 2023 promedió 14,3 puntos y 5,6 rebotes en 12 partidos.

### Universidad
Se comprometió a jugar baloncesto universitario con los Jayhawks de la Universidad de Kansas, donde jugó una temporada en la que promedió 9,0 puntos, 4,9 rebotes y 1,0 asistencias por partido, Fue incluido en el mejor quinteto freshman de la Big-12 Conference. Después de su primera temporada se declaró para el draft de la NBA de 2024.

#### Estadísticas
| Año     | Equipo | PJ | PT | MPP  | %TC  | %3P  | %TL  | RPP | APP | ROB | TPP | PPP |
| ------- | ------ | -- | -- | ---- | ---- | ---- | ---- | --- | --- | --- | --- | --- |
| 2023–24 | Kansas | 33 | 19 | 24.1 | .466 | .352 | .765 | 4.9 | 1.0 | .9  | .3  | 9.0 |

### Profesional
El 27 de junio fue elegido en la trigésimo quinta posición del Draft de la NBA de 2024 por los San Antonio Spurs, sin embargo, posteriormente fue traspasado a los Indiana Pacers a cambio de la elección 36, Juan Núñez y dinero. El 7 de julio firmó contrato con la franquicia por cuatro temporadas. Debutó en la NBA el 25 de octubre ante New York Knicks.